# União dos Galeses Independentes
A União dos Galeses Independentes (em galês:  Undeb yr Annibynwyr Cymraeg) é uma denominação protestante de tradição reformada e governo congregacional, estabelecida em Gales em 1872. A união é composta por aproximadamente 400 igrejas, a maioria das quais realiza cultos em língua galesa.

## História

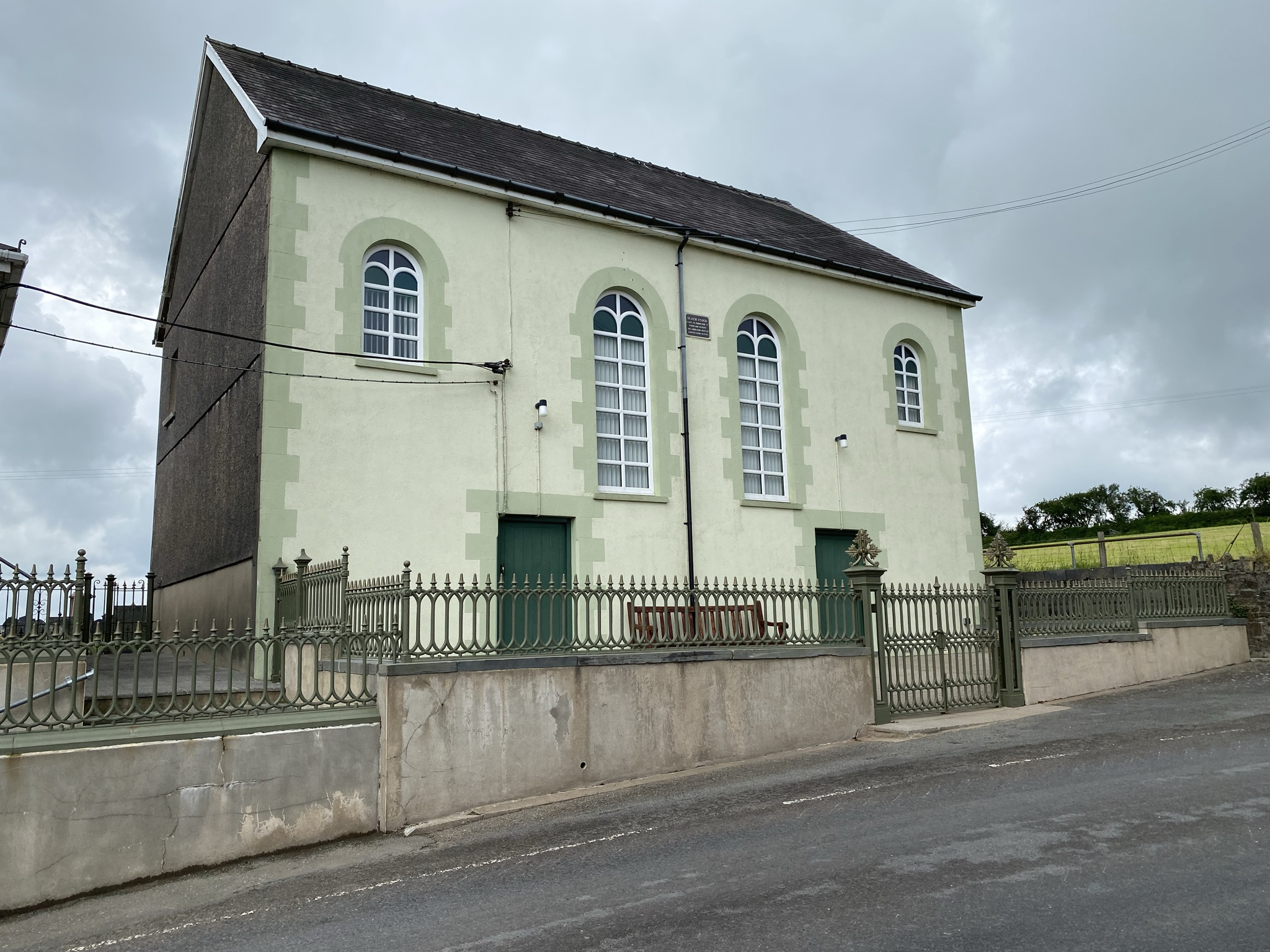
Igreja Independente Galesa Blaen y Coed.

A tradição congregacionalista em Gales remonta a 1639, com o estabelecimento da primeira congregação independente em Llanfaches, Monmouthshire, influenciada pelo movimento puritano. Ao longo dos séculos XVII e XVIII, o movimento cresceu, especialmente nas áreas rurais e, posteriormente, nos vales industriais durante o século XIX.
Em 1872, diversas igrejas congregacionais galesas se uniram voluntariamente para formar a União dos Galeses Independentes, mantendo a autonomia de cada congregação local. A união foi estabelecida para promover a cooperação entre as igrejas e fortalecer a missão cristã em Gales.

## Doutrina e estrutura
A União adota uma teologia reformada, enfatizando a autoridade das Escrituras, a soberania de Deus e a salvação pela graça mediante a fé. Cada congregação é autônoma, mas as igrejas cooperam por meio de associações regionais e do conselho da união, que se reúne anualmente.
A maioria das igrejas da união realiza cultos em galês, refletindo o compromisso com a preservação da cultura e língua galesas. A união também valoriza a educação teológica e o treinamento de líderes leigos e ordenados.

## Relações intereclesiásticas
A União dos Galeses Independentes é membro de várias organizações ecumênicas, incluindo:
- Comunhão Mundial das Igrejas Reformadas[6]
- Conselho Mundial de Igrejas
- Conselho para a Missão Mundial
- Federação Congregacional
- Fraternidade Congregacional Internacional[7]
- Cytûn (organização ecumênica no País de Gales)

Essas afiliações refletem o compromisso da união com a cooperação ecumênica e a missão cristã global.

## Estatísticas
Em 2006, a união contava com aproximadamente 450 congregações e 31.000 membros. Em 2021, o número de congregações era de cerca de 400.